# Alberich von Merseburg

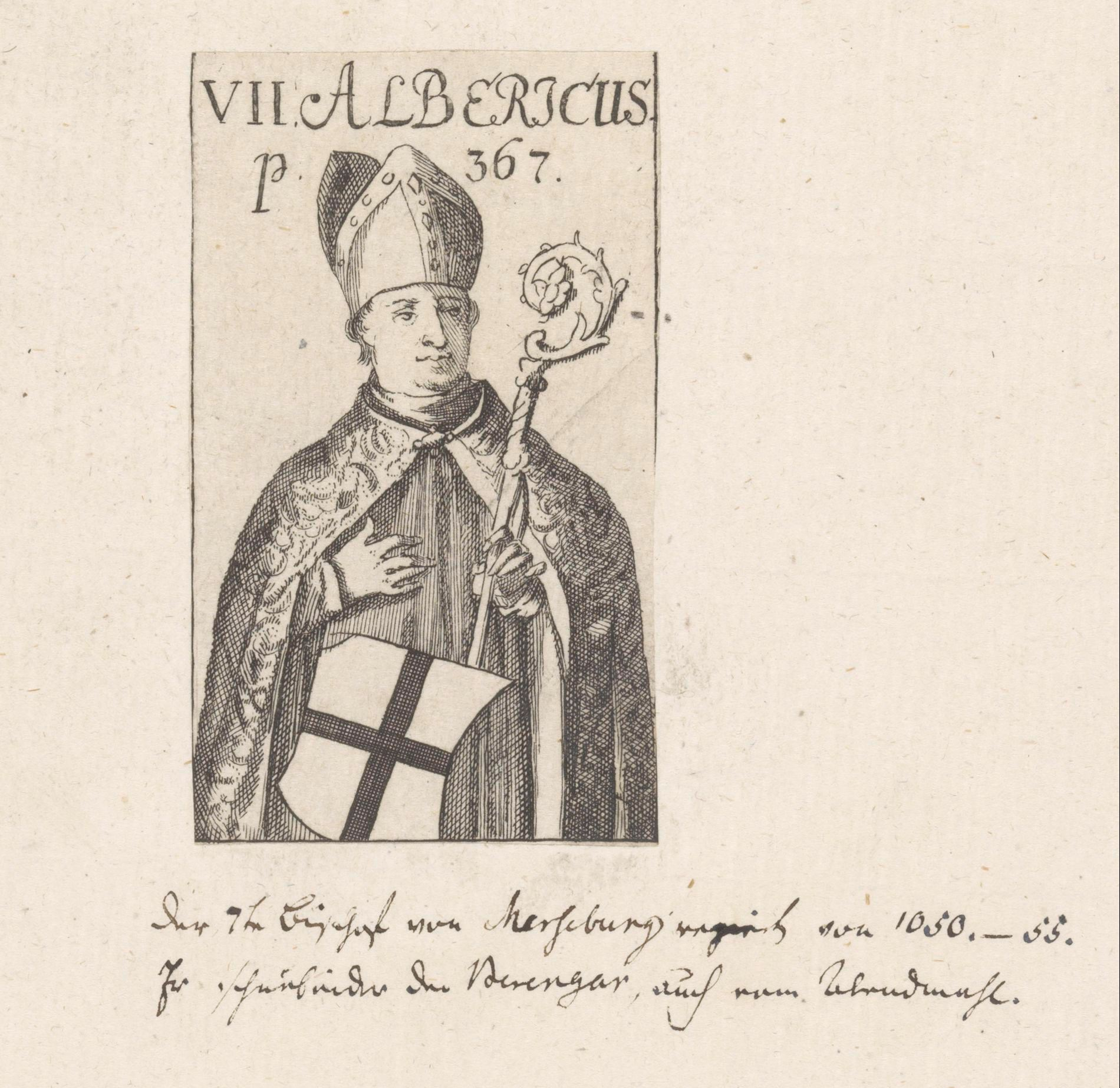
Alberich von Merseburg

Alberich von Merseburg († 2. April um 1053) war der siebente Bischof von Merseburg.
Über Alberich sind fast keine Nachrichten erhalten. Er taucht nur in einer Urkunde aus dem Jahr 1050 auf. In dieser schenkt Kaiser Heinrich III. dem Bistum ein Dorf namens Nuwindorph im Schkeuditzgau. Vermutlich handelt es sich hierbei um Naundorf. Er starb an einem 2. April. Seine Amtszeit wird auf die Jahre 1050 bis 1053 geschätzt.